# Vesikkovaara
Vesikkovaara är en kulle i Finland. Den ligger i Kolari kommun och landskapet Lappland, i den norra delen av landet, 800 km norr om huvudstaden Helsingfors. Toppen på Vesikkovaara är 341 meter över havet, eller 116 meter över den omgivande terrängen. Bredden vid basen är 3,4 km.
Terrängen runt Vesikkovaara är huvudsakligen platt. Trakten runt Vesikkovaara är nära nog obefolkad, med mindre än två invånare per kvadratkilometer. Närmaste större samhälle är Äkäslompolo, 16,2 km väster om Vesikkovaara. 